# Eschringen
Eschringen (französisch Escherange) ist ein Stadtteil der saarländischen Landeshauptstadt Saarbrücken.

## Geografie
Der Stadtteil Eschringen liegt zirka 10 km südöstlich des Saarbrücker Stadtzentrums. Eschringen ist am Rande des Mandelbachtals gelegen und umgeben von Streuobstwiesen, Weiden, Wäldern und Äckern.

### Anfahrt
Von Saarbrücken über St. Johann gelangt man nach Eschringen, indem man zunächst die Bundesstraße 51 bis zum Ortsteil Brebach durchfährt. Hier schließlich biegt man auf die L 107 ab, die bis nach Blieskastel führt. So gelangt man über Fechingen nach Eschringen. Möglich ist auch, aus Richtung Luxemburg/Saarlouis/Saarbrücken die A6/A620 zu befahren und sie an der Anschlussstelle Fechingen zu verlassen. Hier biegt man rechts auf die L107 ab und erreicht ebenfalls über Fechingen Eschringen.

### Natur
Inmitten von Wiesen und fruchtbaren Felder mit vielen Obstbäumen gelegen, bildet Eschringen mit seinem ländlichen Charakter eine Ausnahme zum sonst industriell geprägten Umfeld Saarbrückens.
Eschringen liegt im Tal des Saarbaches, der umgangssprachlich als Eschringer Bach oder „die Bach“ bezeichnet wird.
Die im Süden durch den Buschbach und die Hembach, im Norden durch den Kimmbach unterteilten Fluren steigen in mehrere Geländestufen aufwärts von 220 m im Talgrund bis auf 360 m über NN. Sanfte Hügel ringsum rahmen das reizvolle Landschaftsbild, der Ransbacher Berg im Süden (368/373 m), der Gebberg im Westen (331 m), der Wickersberg im Norden (361 m), der Ormesheimer Berg (385 m) und der Koppelberg (360 m) im Osten. Den Wickersberg ausgenommen, decken Mischwälder die Höhen.
Beiderseits des Bachs wuchsen die Häuser seit dem Mittelalter vom Tal heraus die Hänge aufwärts bis zu einer Geländestufe, welche der Wasserlauf in der Diluvialzeit der Erde zwischen unterem und mittlerem Muschelkalk formte.
Natur- und Vogelschutzgebiete sind im Überwald und in der Sitters (mit Feuchtbiotopen, die der NABU betreut) ausgewiesen. Ein großes Wegenetz lädt zum Spazieren und zum Wandern ein; diverse Strecken hiervon gehören zum Saarland-Rundwanderweg.

## Geschichte
Eschringen wurde in der Zeit der fränkischen Landnahmezeit zwischen 460 und 480 n. Chr. gegründet. Darauf weist die von dem fränkischen Edlen Askarich abgeleitete ingen-Endung des Ortsnamens hin. Des Weiteren finden sich auf dem Schneidersberg und über dem Ponsbachtal fränkische Reihengräber aus dem 6./7. Jahrhundert. Somit gehört der Ort zu den ältesten Siedlungen im Saarland.
Die erste urkundliche Erwähnung datiert aus dem Jahr 893, als Bischof Robert I. von Metz seiner Priestergemeinschaft St. Terentius bei Ottweiler drei Lose Herrengüter „in villa erkirichingos“ übertrug (MRhUB Nr. 134). Das Land wurde dem Bistum Metz bzw. der Priestergemeinschaft St. Arnual von einem Nachfahren des Askarich geschenkt oder vererbt. Bei der Auflösung von St. Terentius gegen Ende des 10. Jahrhunderts fielen zwei Lose an das Stift St. Arnual zurück, die diese im 16. Jahrhundert der Kirche St. Johann übertrugen. Sie erschienen in Urkunden bis 1793 als „St. Johanner Güter“. Das dritte Los erhielt ein Vorfahre des ersten Saarbrücker Grafenhauses vom Bistum. 1152 schenkte Ditmar, ein Verwandter des Grafen Friedrich von Saarbrücken, dieses Los der Prämonstratenserabtei Wadgassen, die 1313 von Gerhard von Eschringen weitere Güter hinzukaufte. Die Abtei Wadgassen verwaltete die Güter zusammen mit ihrem Ensheimer Besitz und blieb bis 1793 Grundherr von Eschringen.
Neben dem Stift St. Arnual und der Abtei Wadgassen wurden auch 1291 eine Niederlassung (Kommende) des Deutschen Ordens „vor“ Saarbrücken sowie das Wilhelmitenkloster Gräfinthal Grundherren in Eschringen. Im Laufe der Jahrhunderte setzten sich durch Erwerbungen die Anteile der Rechte als Gemeinde-, Bann- und Hochgerichtsherren wie folgt zusammen: Deutscher Orden 1/4 (1291), Gräfinthal 1/4 (1515 und 1666), Nassau-Saarbrücken 3/8 (1552 und 1571), die Grafen von der Leyen 1/8 (1666). Diese Grundherren bildeten zusammen die „Vierherrschaft Eschringen“, wobei der Eschringer Bann das Territorium dieser Herrschaft war. Aus den Gemeindeleuten bestellten die Grundherren den Vierherrenmeier, der für die Verwaltung des Grundbesitzes zuständig war. Der Meier bildete gemeinsam mit vier Schöffen das Dorfgericht.
1635 wurde der Ort während des Dreißigjährigen Krieges mehrfach geplündert, niedergebrannt und entvölkert. Nur wenige Bewohner kehrten nach dem Krieg zurück und so dauerte es fast 100 Jahre, bis die Bevölkerungszahl der Vorkriegszeit wieder erreicht war. In der Zeit der französischen Reunionspolitik (1680–1697) fiel das Vierherrendorf Eschringen an Frankreich, wobei der Deutsche Orden seine Rechte nicht ausüben durfte. Im 18. Jahrhundert beanspruchte die Grafschaft Saarbrücken die alleinige Landeshoheit über Eschringen, die von den übrigen Grundherren aber nie anerkannt wurde. Der Einzug französischer Revolutionstruppen während der Koalitionskriege beendete 1793 die „Vierherrschaft Eschringen“.

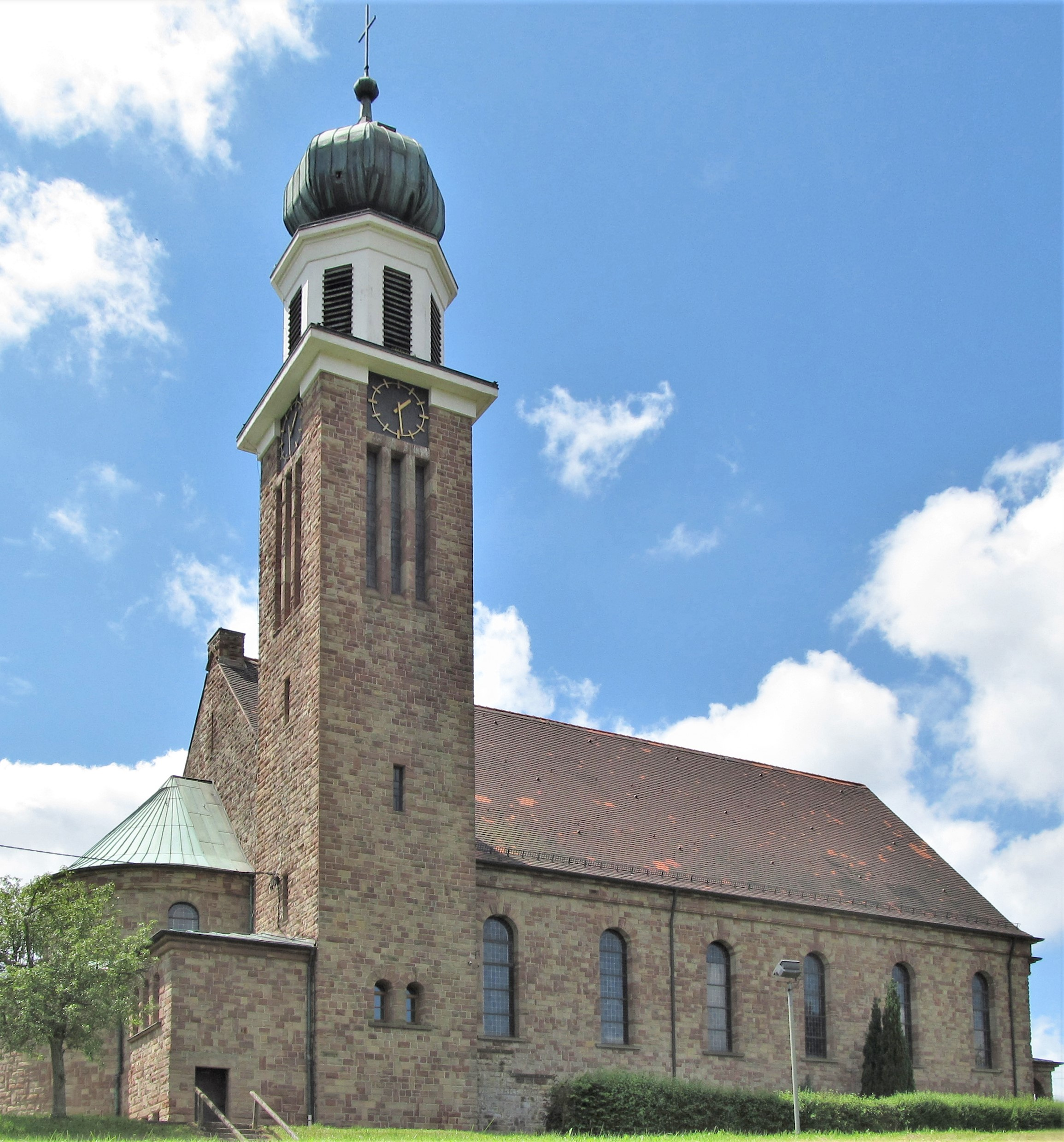
Die katholische Pfarrkirche St. Laurentius

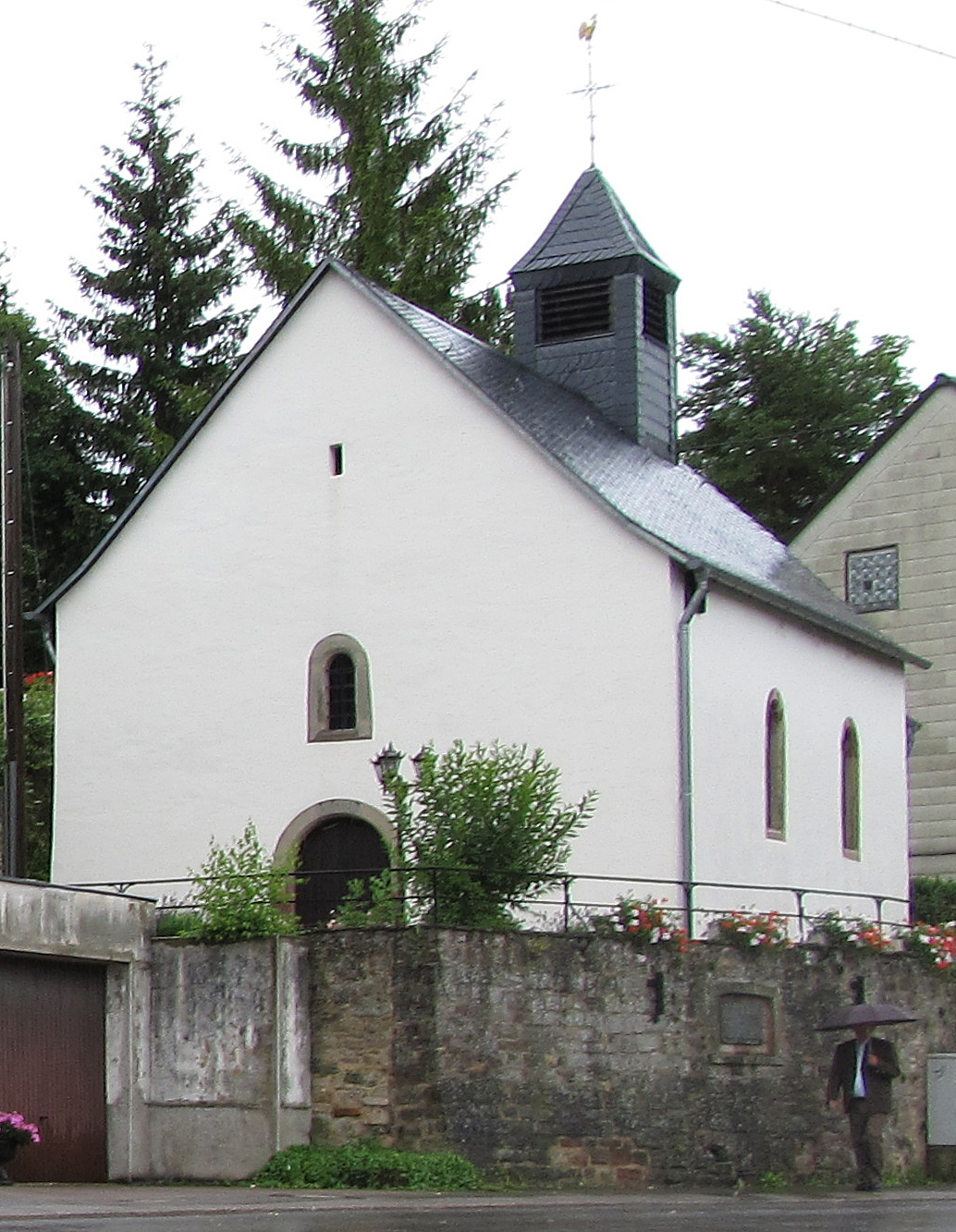
Die Laurentiuskapelle

Nachdem Frankreich zunächst das Linke Rheinufer besetzte, gehörte Eschringen nach dem Frieden von Campo Formio von 1798 bis 1814 zu Frankreich. Durch eine französische Verwaltungsreform im Jahr 1800 verlor Eschringen seine Selbständigkeit und wurde der Meierei Ensheim zugeteilt. Nach den Befreiungskriegen und dem Wiener Kongress wurde Eschringen 1816 ein Teil des bayrischen Rheinkreises im Kanton Blieskastel, Landkommissariat Zweibrücken. Kirchlich wurde der Ort Teil des Bistums Speyer. 1836 erhielt das Dorf ein erstes eigenes Schulhaus, 1898 ein zweites, in dem heute ein Kindergarten untergebracht ist. 1902 wurde Eschringen dem Bezirksamt St. Ingbert zugeteilt.
Im Bereich der Infrastruktur erhielt das Dorf 1907/08 eine Wasserleitung und 1911/13 eine Klein- und Straßenbahn mit Depot. 1922 erfolgte die Elektrifizierung der Haushalte.
Nach dem Ersten Weltkrieg gehörte der Ort von 1920 bis 1935 zum Saargebiet, unter Verwaltung des Völkerbundes. In den Jahren 1928 bis 1930 wurde die katholische Pfarrkirche St. Laurentius erbaut. 1935 kehrte das Saargebiet, und damit auch Eschringen, nach Deutschland zurück. Im Zweiten Weltkrieg wurde der Ort zweimal evakuiert und musste durch Kampfhandlungen viele Todesopfer, große Vermögensverluste und Gebäudeschäden hinnehmen.
Nach dem Krieg gehörte Eschringen zum Saarprotektorat, das von Deutschland losgelöst und wirtschaftlich an Frankreich angeschlossen war. 1955 fand das Referendum über das Europäische Saarstatut statt, das mehrheitlich abgelehnt wurde und so erfolgte 1957 die Rückgliederung in die Bundesrepublik Deutschland. 1958 wurde Eschringen wieder eine selbständige Gemeinde. Durch die saarländische Gebiets- und Verwaltungsreform wurde Eschringen am 1. Januar 1974 zu einem Stadtteil der saarländischen Landeshauptstadt Saarbrücken.

### Einwohnerentwicklung
| Jahr | Einwohner |
| ---- | --------- |
| 1961 | 1348      |
| 1970 | 1504      |
| 1991 | 1424      |
| 1998 | 1364      |
| 2006 | 1371      |

Im Jahr 1970 wurden 490 Haushaltungen registriert. Von den Einwohnern waren davon 736 männlichen und 768 weiblichen Geschlechts.

## Kultur und Sehenswürdigkeiten

### Bauwerke
In der Denkmalliste des Saarlandes sind eine Vielzahl von Bauwerken in Eschringen als Einzeldenkmal aufgeführt. Dazu zählen u. a. die 1928–1930 erbaute katholische Pfarrkirche St. Laurentius, die 1716 wieder errichtete katholische Kapelle St. Laurentius mit Ausstattung sowie mehrere Wohn- und Bauernhäuser aus dem 19. Jahrhundert.
Laut der Denkmalliste stehen das Ensemble Eschringer Hof (Hof mit Nebengebäuden, Dreiflügelanlage 18. Jahrhundert, Stallgebäude 19. Jahrhundert), das Ensemble Hauptstraße und das Ensemble Eschringer Mühle (1883, Bauern- und Wohnhäuser um 1850) unter Ensembleschutz.

## Wirtschaft und Infrastruktur

### Verkehr
In Eschringen verkehren regelmäßig die Busse der Saarbahn GmbH (Linie 120). Dies gewährleistet eine Anbindung an die Innenstadt. Mit den Bussen erreicht man über den Stadtteil Brebach-Fechingen die Saarbahn am Bahnhof Brebach. In die Gegenrichtung ist eine Weiterfahrt nach Ensheim und Ormesheim möglich. Eingeschränkt ist über Regionalbusse auch eine Weiterfahrt ins Mandelbachtal möglich. Für die Schüler fahren morgens Schulbusse der Saarbahn GmbH in das Stadtzentrum, mit denen auch Schüler der engeren Umgebung fahren.
Durch die L 239 ist Eschringen mit Ensheim, dem Flughafen Saarbrücken und der früheren Kreisstadt St. Ingbert verbunden.